# Anton Wessely
Anton Wessely (* 11. Februar 1965 in Wien) ist ein Offizier des Österreichischen Bundesheeres im Range eines Generalmajors.

## Leben
Anton Wessely wurde 1965 in Wien geboren und trat nach dem Besuch der Volksschule und des Gymnasiums als Einjährig-Freiwilliger zum Bundesheer nach Großmittel ein. Im Anschluss an seine Offiziersausbildung an der Theresianischen Militärakademie von 1984 bis 1987 musterte er zur Panzerfliegerabwehrbatterie nach Mautern an der Donau als Leutnant aus.
Es folgten weitere Verwendungen, fünf Jahre als Zugskommandant und zwei Jahre als Batteriekommandant. Nach Wesselys Tätigkeit im Stab des Panzerstabsbataillons 3 besuchte er von 1994 bis 1997 den 14. Generalstabskurs an der Landesverteidigungsakademie in Wien. Nachdem der Offizier Zweiter Generalstabsoffizier in der Panzergrenadierbrigade 3 war, wurde er Kommandant des Panzerartilleriebataillons 3. Von 2000 bis 2005 war er auch als Lehrer an der Landesverteidigungsakademie eingesetzt. Dazwischen machte er 2003 eine zusätzliche Generalstabsausbildung in Toronto.
2005 wurde Wessely im Bundesministerium für Landesverteidigung als stellvertretender Leiter der Ausbildungsabteilung A im Führungsgrundgebiet 7 beauftragt.
Am 23. März 2009 übernahm er von seinen Vorgänger Brigadier Karl Pronhagl das Kommando der 3. Panzergrenadierbrigade, das er bis Juni 2014 über hatte. Zwischendurch (2013) erfolgte eine Verwendung als stellvertretender KFOR-Kommandant im Kosovo. Er war Leiter der Abteilung Ausbildung A in der Planungssektion (Sektion II) des Bundesministeriums für Landesverteidigung und Sport. Sein Aufgabengebiet umfasste die Ausbildung und Angelegenheiten der Akademien und Schulen des Bundesheeres. Zuletzt war er Überleitungsverantwortlicher und Leiter der Abteilung Ausbildungsgrundsätze. Am 20. Jänner 2022 übernahm er das Kommando über die EUFOR-Truppe in Bosnien und Herzegowina. Wie schon seine Vorgänger führte er für ein Jahr rund 600 Soldatinnen und Soldaten aus 19 Ländern.

## Sonstiges
Anton Wessely hat zwei Söhne aus erster Ehe. Er ist als Oberfeuerwehrmann Mitglied einer Freiwilligen Feuerwehr und wird bei Katastrophenhilfsdienst-Übungen öfter als Übungsbeobachter eingesetzt.

## Titel, Auszeichnungen und Ehrenzeichen (Auszug)
- Magister
- Ehrenzeichen der Niederösterreichischen Berg- u. Naturwacht